# Cadillacs and Dinosaurs
Cadillacs and Dinosaurs, lançado no Japão como Cadillacs Kyouryuu Shinseiki (キャディラックス 恐竜新世紀, Kyadirakkusu Kyōryū Shinseki) é um jogo de beat 'em up para arcade lançado em 1993 pela Capcom e baseado nos quadrinhos Xenozoic Tales de Mark Schultz. Além do jogo, uma curta série animada de Cadillacs and Dinosaurs, que foi ao ar no mesmo ano em que o jogo foi lançado.

## Enredo
O enredo do jogo é diretamente baseado nos quadrinhos Xenozoic Tales de Mark Schultz, cuja primeira edição foi lançada em 1987. Após inúmeros desastres naturais causados pela poluição, a humanidade entra em colapso e os sobreviventes são obrigados a viver por séculos em cidades subterrâneas. Ao voltar para a superfície, no ano de 2513, os humanos descobrem que a Terra foi repovoada por dinossauros, que a princípio eram dóceis e conviviam de forma pacífica com os humanos, até que começaram a sofrer ataques de uma gangue chamada Black Marketers, que caçavam os dinossauros e cometiam outras atrocidades sem motivo aparente. Isso fez com que os dinossauros se tornassem hostis com os humanos e começassem a atacar povoados. A fim de colocar as coisas em ordem novamente, Jack Tenrec, Hannah Dundee, Mustapha Cairo e Mess O'Bradovich decidem juntar-se contra as ações dos Black Marketers e iniciam uma busca aos membros da gangue e seus líderes.

## Jogabilidade
A jogabilidade de Cadillacs and Dinosaurs não é muito diferente da maioria dos jogos de beat 'em up para arcades de sua época, com mecânicas, cenários e tipos de personagens sendo muitas vezes comparado aos de Final Fight, outro sucesso da Capcom. O gabinete tem suporte para até três jogadores, que podem escolher um dos quatro personagens jogáveis cada: Jack Tenrec, Hannah Dundee, Mustapha Cairo e Mess O'Bradovich. Cada personagem tem um ataque especial com um pequeno custo de energia e um ataque em carga exclusivo, sem custo de energia. Como na maioria dos jogos de beat 'em up da época, Cadillacs and Dinosaurs conta com cenários renderizados em duas dimensões em sistema de side-scrolling e o objetivo principal é o combate corpo a corpo com os inimigos comuns que vão aparecendo na tela de ambos os lados. Há também os dinossauros, que são personagens neutros e somente hostis quando provocados por algum dos jogadores ou pelo inimigo. Quando provocados, se apresentam em cor alaranjada, e quando neutros, apresentam a cor verde.
O jogo ainda tem algumas mecânicas e elementos relativamente inovadores, como o ataque em dupla (onde um personagem arremessa o outro, o que valoriza o multiplay) e as armas de fogo (com munição limitada, embora possam ser encontradas munições extras no cenário), além dos tradicionais porretes e armas brancas comuns aos jogos do gênero. Há ainda uma fase em que o jogador controla um cadillac, e o objetivo é atropelar os inimigos comuns que aparecem pela frente. Ao final de cada fase, há um chefe, que pode reaparecer como subchefe nas fases seguintes. O jogo tem oito fases no total.

## Personagens
- Jack Tenrec: "meio mecânico, meio shaman", é o principal e mais balanceado personagem do jogo, misturando habilidade, força e velocidade. Sua desvantagem é o curto alcance de seus golpes.

- Hannah Dundee: diplomata e exploradora, é a mais ágil de todos os personagens, em contrapartida, a mais fraca. Sua maior vantagem é causar dano extra nos inimigos quando usando itens como armas brancas e a armas de fogo.

- Mustapha Cairo: mecânico e amigo de Jack, Mustapha une força e velocidade, sendo o mais rápido personagem do jogo, porém, recebe mais dano de golpes inimigos do que Jack. Entre os seus destaques, além de sua velocidade, estão o bom alcance de seus golpes e seu ataque em carga: o flying kick.

- Mess O'Bradovich: com passado misterioso, é o mais forte de todos os personagens, em contrapartida, o menos ágil e mais lento. Apesar disso, Mess tem golpes de bom alcance, causa dano considerável aos inimigos e é o personagem mais resistente aos danos inimigos.

## Recepção e popularidade
Na época de seu lançamento, Cadillacs and Dinosaurs teve uma ótima recepção devido a sua jogabilidade dinâmica, cenários e fases diversificadas, gráficos e efeitos sonoros de altíssima qualidade para a época, além de ter sido também um dos primeiros jogos de beat 'em up a possibilitar o uso de armas de fogo pelos personagens principais e a apresentar variações na jogabilidade, como na fase Hell Road onde o jogador pode dirigir um cadillac. O jogo foi bastante popular nos fliperamas da década de 1990. Geralmente é apontado como um dos jogos de arcade da época mais populares no Brasil, além de ter feito bastante sucesso também nos Estados Unidos, Europa e Japão.
Apesar de sua popularidade, Cadillacs and Dinosaurs nunca recebeu nenhuma versão para consoles domésticos. A principal razão disso seria o altíssimo valor cobrado pela General Motors para licenciar outra vez a marca Cadillac alem dos direitos autorais da marca dos quadrinhos Xenozoic Tales, o que fez com que a Capcom deixasse o jogo restrito ao arcade. Apesar disso, até hoje Cadillacs and Dinosaurs tem status cult entre os gamers e conta com um número considerável de fãs, que continuam jogando Cadillacs and Dinosaurs através de emulações.[carece de fontes?]

## Cadillacs and Dinosaurs: The Second Cataclysm
Além de Cadillacs and Dinosaurs, outro jogo baseado nos quadrinhos de Xenozoic Tales foi lançado: Cadillacs and Dinosaurs: The Second Cataclysm. O jogo foi lançando em 1994 pela Rocket Science Games,[carece de fontes?] para PC e Sega CD. Totalmente diferente do jogo da Capcom, Cadillacs and Dinosaurs: The Second Cataclysm é um rail shooter, ou seja, um jogo de tiro em trilhos. O jogo recebeu críticas positivas por conta de seus gráficos de alta qualidade, já que utilizava uma tecnologia nova chamada full motion video. Apesar disso, o jogo não fez tanto sucesso devido as baixas vendas do Sega CD.